# رغل إكليلي
رغل إكليلي (الاسم العلمي:Atriplex coronata) هو نوع نباتي يتبع جنس الرغل من فصيلة القطيفية.